# Dendrorhynchoides
Dendrorhynchoides curvidentatus
Ne doit pas être confondu avec Dendrorhynchus.
Genre
Espèces de rang inférieur
- † D. curvidentatus Ji Shu'an, Ji Qiang & K. Padian, 1999, espèce type
- † D. mutoudengensis Lü Junchang et David W.E. Hone, 2012

Espèce
Dendrorhynchoides est un genre fossile de tout petits ptérosaures de la famille des anurognathidés. Ses fossiles ont été découverts dans la formation de Tiaojishan datée du Jurassique moyen à supérieur, dans le nord de la province chinoise du Hebei.  L'espèce type est Dendrorhynchoides curvidentatus.

## Historique
Le genre a d'abord été nommé Dendrorhynchus en 1998 par Ji Shu'an et Ji Qiang. Mais, après contrôle du Code international de nomenclature zoologique, ce nom s'est avéré être déjà utilisé par un protozoaire parasitoïde en 1920 par David Keilin. Il a donc été renommé Dendrorhynchoides en 1999,.
Leur interprétation a été compliquée par une falsification initiale sur le spécimen type.
Une seconde espèce a été nommée en 2012 par Lü Junchang et David W.E. Hone sous le nom de D. mutoudengensis.

### Fossiles
Selon Paleobiology Database en 2025, ce genre Dendrorhynchoides a deux collections référencées de fossiles. ces collections sont du Bathonien supérieur du Jurassique moyen à l'Aptien inférieur du Crétacé inférieur, c'est-à-dire datent de 167,7 à 122,46 Ma avant notre ère.

### Répartition
Ces deux collections proviennent de Chine, Hebei et Liaoning.

### Étymologie
Le nom de genre Dendrorhynchoides est construit à partir des mots du grec ancien dendron, « arbre », et rhynkhos, « museau » car il était supposé arboricole et proche d'un autre genre de ptérosaures : Rhamphorhynchus. Le nom de l'espèce type, curvidentatus signifie en latin « dents courbées ».

## Description

### D. curvidentatus
L'holotype de l'espèce type, référencé GMV2128, est un squelette quasi complet mais écrasé, acquis illégalement auprès de trafiquants de fossiles. Son origine stratigraphique a été débattue. Dans un premier temps il a été envisagé qu'il provienne de la formation d'Yixian datée du Crétacé inférieur. Cependant, il s'est avéré que spécimen avait été falsifié pour intégrer un fragment de queue de dromaeosauridé avant d'être reçu puis étudié par les scientifiques. En 2012, Lü Jungchang et David Hone le considèrent comme provenant de la formation de Tiaojishan datée du Jurassique moyen à supérieur, car tous les  anurognathidés chinois sont d'âge jurassique et qu'un autre ptérosaure Jeholopterus, initialement daté du Crétacé a été, après étude, considéré comme provenant de la formation jurassique de Tiaojishan.
Son envergure est de l'ordre de 40 centimètres, ce qui fait de Dendrorhynchoides l'un des plus petits ptérosaures connus.
Le crâne est court et large. Les dents sont recourbées avec une base large ; leur longueur n'est que de 3 millimètres.
Les ailes sont relativement courtes. L'humérus est robuste et allongé avec une longueur de 2,7 centimètres. L'ulna mesure 3,6 cm. Les métacarpes sont courts d'une longueur de 7 mm pour les trois premiers et de 9,3 mm pour le métacarpe IV qui soutient l'aile. Les doigts se terminent par de petites griffes aiguisées. L'os ptéroïde, qui soutient la membrane antérieure des ailes est fin et très court, long d'environ 6 mm.

### D. mutoudengensis
La seconde espèce , décrite en 2010, est représentée par un spécimen juvénile. Celui-ci a finalement montré que l'animal possédait bien une queue, mais moins longue que celle falsifiée ajoutée à l'holotype. Cette queue a une longueur représentant seulement 85% de la longueur du fémur. Ce spécimen est devenu en 2012 l'holotype de l'espèce Dendrorhynchoides mutoudengensis.

## Biologie: Insectivore arboricole?
Les inventeurs du genre ont supposé que Dendrorhynchoides était un insectivore arboricole. Ses grandes orbites orientées vers l'avant avec une tête arrondie indiquent probablement une très bonne acuité visuelle. Celle-ci devait leur servir à repérer, poursuivre et capturer rapidement les insectes. Leur envergure et leur corps de taille modeste, ainsi que leurs articulations très flexibles, devaient leur fournir une grande mobilité pour attraper les petits insectes et les proies qu'ils chassaient.

## Classification
À cause de la présence supposée à l'origine d'une longue queue, les inventeurs du genre en ont fait un rhamphorhynchidé au regard des proportions de ses membres. Ce n'est qu'une fois compris qu'une partie du fossile avait été falsifiée, en 2000, que Dendrorhynchoides a été placé dans la famille des Anurognathidae par les spécialistes D. M. Unwin et Lü Junchang.
En 2021, une analyse phylogénétique menée par Xuefang Wei et ses collègues a permis de récupérer Anurognathus au sein de la sous-famille Anurognathinae, une sous-famille au sein de la famille Anurognathidae, dont voici le cladogramme :
|  | Sinomacrops bondei     |
|  |                        |
|  | Batrachognathus volans |
|  |                        |

|  | Jeholopterus ningchengensis                                                           |
|  |                                                                                       |
|  | \| \| Anurognathus ammoni \| \| \| \| \| \| Vesperopterylus lamadongensis \| \| \| \| |
|  |                                                                                       |
|  | Anurognathus ammoni                                                                   |
|  |                                                                                       |
|  | Vesperopterylus lamadongensis                                                         |
|  |                                                                                       |

|  | Anurognathus ammoni           |
|  |                               |
|  | Vesperopterylus lamadongensis |
|  |                               |

|  | Jeholopterus ningchengensis                                                           |
|  |                                                                                       |
|  | \| \| Anurognathus ammoni \| \| \| \| \| \| Vesperopterylus lamadongensis \| \| \| \| |
|  |                                                                                       |
|  | Anurognathus ammoni                                                                   |
|  |                                                                                       |
|  | Vesperopterylus lamadongensis                                                         |
|  |                                                                                       |

|  | Anurognathus ammoni           |
|  |                               |
|  | Vesperopterylus lamadongensis |
|  |                               |

|  | Jeholopterus ningchengensis                                                           |
|  |                                                                                       |
|  | \| \| Anurognathus ammoni \| \| \| \| \| \| Vesperopterylus lamadongensis \| \| \| \| |
|  |                                                                                       |
|  | Anurognathus ammoni                                                                   |
|  |                                                                                       |
|  | Vesperopterylus lamadongensis                                                         |
|  |                                                                                       |

|  | Anurognathus ammoni           |
|  |                               |
|  | Vesperopterylus lamadongensis |
|  |                               |

|  | Jeholopterus ningchengensis                                                           |
|  |                                                                                       |
|  | \| \| Anurognathus ammoni \| \| \| \| \| \| Vesperopterylus lamadongensis \| \| \| \| |
|  |                                                                                       |
|  | Anurognathus ammoni                                                                   |
|  |                                                                                       |
|  | Vesperopterylus lamadongensis                                                         |
|  |                                                                                       |

|  | Anurognathus ammoni           |
|  |                               |
|  | Vesperopterylus lamadongensis |
|  |                               |

|  | Sinomacrops bondei     |
|  |                        |
|  | Batrachognathus volans |
|  |                        |

|  | Jeholopterus ningchengensis                                                           |
|  |                                                                                       |
|  | \| \| Anurognathus ammoni \| \| \| \| \| \| Vesperopterylus lamadongensis \| \| \| \| |
|  |                                                                                       |
|  | Anurognathus ammoni                                                                   |
|  |                                                                                       |
|  | Vesperopterylus lamadongensis                                                         |
|  |                                                                                       |

|  | Anurognathus ammoni           |
|  |                               |
|  | Vesperopterylus lamadongensis |
|  |                               |

|  | Jeholopterus ningchengensis                                                           |
|  |                                                                                       |
|  | \| \| Anurognathus ammoni \| \| \| \| \| \| Vesperopterylus lamadongensis \| \| \| \| |
|  |                                                                                       |
|  | Anurognathus ammoni                                                                   |
|  |                                                                                       |
|  | Vesperopterylus lamadongensis                                                         |
|  |                                                                                       |

|  | Anurognathus ammoni           |
|  |                               |
|  | Vesperopterylus lamadongensis |
|  |                               |

|  | Jeholopterus ningchengensis                                                           |
|  |                                                                                       |
|  | \| \| Anurognathus ammoni \| \| \| \| \| \| Vesperopterylus lamadongensis \| \| \| \| |
|  |                                                                                       |
|  | Anurognathus ammoni                                                                   |
|  |                                                                                       |
|  | Vesperopterylus lamadongensis                                                         |
|  |                                                                                       |

|  | Anurognathus ammoni           |
|  |                               |
|  | Vesperopterylus lamadongensis |
|  |                               |

|  | Jeholopterus ningchengensis                                                           |
|  |                                                                                       |
|  | \| \| Anurognathus ammoni \| \| \| \| \| \| Vesperopterylus lamadongensis \| \| \| \| |
|  |                                                                                       |
|  | Anurognathus ammoni                                                                   |
|  |                                                                                       |
|  | Vesperopterylus lamadongensis                                                         |
|  |                                                                                       |

|  | Anurognathus ammoni           |
|  |                               |
|  | Vesperopterylus lamadongensis |
|  |                               |

|  | Sinomacrops bondei     |
|  |                        |
|  | Batrachognathus volans |
|  |                        |

|  | Jeholopterus ningchengensis                                                           |
|  |                                                                                       |
|  | \| \| Anurognathus ammoni \| \| \| \| \| \| Vesperopterylus lamadongensis \| \| \| \| |
|  |                                                                                       |
|  | Anurognathus ammoni                                                                   |
|  |                                                                                       |
|  | Vesperopterylus lamadongensis                                                         |
|  |                                                                                       |

|  | Anurognathus ammoni           |
|  |                               |
|  | Vesperopterylus lamadongensis |
|  |                               |

|  | Jeholopterus ningchengensis                                                           |
|  |                                                                                       |
|  | \| \| Anurognathus ammoni \| \| \| \| \| \| Vesperopterylus lamadongensis \| \| \| \| |
|  |                                                                                       |
|  | Anurognathus ammoni                                                                   |
|  |                                                                                       |
|  | Vesperopterylus lamadongensis                                                         |
|  |                                                                                       |

|  | Anurognathus ammoni           |
|  |                               |
|  | Vesperopterylus lamadongensis |
|  |                               |

|  | Jeholopterus ningchengensis                                                           |
|  |                                                                                       |
|  | \| \| Anurognathus ammoni \| \| \| \| \| \| Vesperopterylus lamadongensis \| \| \| \| |
|  |                                                                                       |
|  | Anurognathus ammoni                                                                   |
|  |                                                                                       |
|  | Vesperopterylus lamadongensis                                                         |
|  |                                                                                       |

|  | Anurognathus ammoni           |
|  |                               |
|  | Vesperopterylus lamadongensis |
|  |                               |

|  | Jeholopterus ningchengensis                                                           |
|  |                                                                                       |
|  | \| \| Anurognathus ammoni \| \| \| \| \| \| Vesperopterylus lamadongensis \| \| \| \| |
|  |                                                                                       |
|  | Anurognathus ammoni                                                                   |
|  |                                                                                       |
|  | Vesperopterylus lamadongensis                                                         |
|  |                                                                                       |

|  | Anurognathus ammoni           |
|  |                               |
|  | Vesperopterylus lamadongensis |
|  |                               |

|  | Sinomacrops bondei     |
|  |                        |
|  | Batrachognathus volans |
|  |                        |

|  | Jeholopterus ningchengensis                                                           |
|  |                                                                                       |
|  | \| \| Anurognathus ammoni \| \| \| \| \| \| Vesperopterylus lamadongensis \| \| \| \| |
|  |                                                                                       |
|  | Anurognathus ammoni                                                                   |
|  |                                                                                       |
|  | Vesperopterylus lamadongensis                                                         |
|  |                                                                                       |

|  | Anurognathus ammoni           |
|  |                               |
|  | Vesperopterylus lamadongensis |
|  |                               |

|  | Jeholopterus ningchengensis                                                           |
|  |                                                                                       |
|  | \| \| Anurognathus ammoni \| \| \| \| \| \| Vesperopterylus lamadongensis \| \| \| \| |
|  |                                                                                       |
|  | Anurognathus ammoni                                                                   |
|  |                                                                                       |
|  | Vesperopterylus lamadongensis                                                         |
|  |                                                                                       |

|  | Anurognathus ammoni           |
|  |                               |
|  | Vesperopterylus lamadongensis |
|  |                               |

|  | Jeholopterus ningchengensis                                                           |
|  |                                                                                       |
|  | \| \| Anurognathus ammoni \| \| \| \| \| \| Vesperopterylus lamadongensis \| \| \| \| |
|  |                                                                                       |
|  | Anurognathus ammoni                                                                   |
|  |                                                                                       |
|  | Vesperopterylus lamadongensis                                                         |
|  |                                                                                       |

|  | Anurognathus ammoni           |
|  |                               |
|  | Vesperopterylus lamadongensis |
|  |                               |

|  | Jeholopterus ningchengensis                                                           |
|  |                                                                                       |
|  | \| \| Anurognathus ammoni \| \| \| \| \| \| Vesperopterylus lamadongensis \| \| \| \| |
|  |                                                                                       |
|  | Anurognathus ammoni                                                                   |
|  |                                                                                       |
|  | Vesperopterylus lamadongensis                                                         |
|  |                                                                                       |

|  | Anurognathus ammoni           |
|  |                               |
|  | Vesperopterylus lamadongensis |
|  |                               |

### Publication originale
- [1999] (en) Ji, S.-A., Ji, Q., and Padian, K., « Biostratigraphy of new pterosaurs from China », Nature, vol. 398,‎ 1999, p. 573–574 (DOI 10.1038/19221).